# Pteris transparens
Pteris transparens är en kantbräkenväxtart som beskrevs av Georg Heinrich Mettenius. Pteris transparens ingår i släktet Pteris och familjen Pteridaceae. Inga underarter finns listade.